# مون هی جونگ
مون هی جونگ (کره‌ای: 문희정) فیلم‌نامه‌نویس اهل کره جنوبی است. او به خاطر نویسندگی مجموعه‌های تلویزیونی لبخند بزن، به صدای قلبم گوش کن و دلم برات تنگ شده شناخته می‌شود.